# Mirko Cvetković

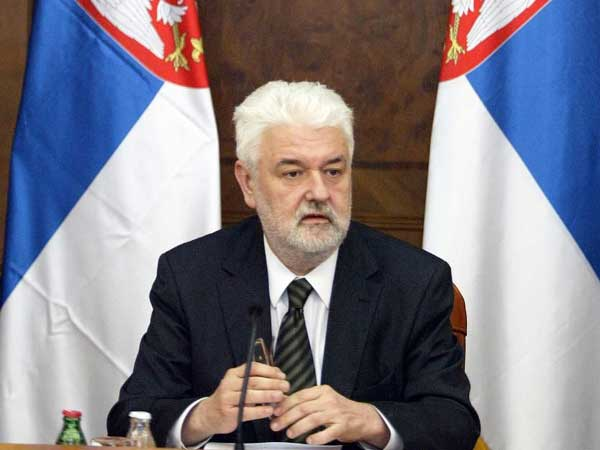
Mirko Cvetković

Mirko Cvetković (în grafie sârbă: Мирко Цветковић; n. 16 august 1950, Zaicear, Zaječar, Serbia) este un om politic sârb, membru al Partidului Democrat. La 27 iunie 2008, a fost numit președinte al Guvernului Republicii Serbia de către președintele Republicii, Boris Tadić. A funcționat în această calitate de la data de 7 iulie 2008 până la data de 27 iulie 2012.

## Biografie
Mirko Cvetković s-a născut la 16 august 1950, la Zaječar, în estul Serbiei. Tatăl său, Srboljub, era economist, iar mama sa, Stana, farmacist. Bunicul său, Mirko, a căzut în 1941, doborât de soldații germani, în masacrul de la Kragujevac⁠(d).
Cursurile elementare și liceale le-a urmat în orașul natal, Zaječar, când era pasionat de tenis de masă.
A absolvit Facultatea de Economie a Universității din Belgrad. Tot aici, a obținut diploma de Master, precum și Doctoratul.
Cvetković lucrat la Institutul Mina timp de zece ani și apoi la Institutul de Economie alți șase ani. Au urmat șapte ani de muncă la firma de consultanță și de cercetare CES Mecon, în calitate de consultant.
În anii 1980, el a fost consultant extern al Băncii Mondiale cu privire la o serie de proiecte în Pakistan, India și Turcia.
Din 1998 până în 2001, Mirko Cvetković a lucrat, în calitate de consilier pe probleme economice, la Institutul Minier, iar apoi, din ianuarie 2001, a participat în guvernul lui Zoran Đinđić, fiind adjunctul lui Aleksandar Vlahović, ministrul Economiei și Privatizării. Din 2003 până în 2004, Mirko Cvetković a fost director al Agenției pentru Privatizare, iar în 2005, a devenit consilier special al societății CEO Intercom Consulting/CES Mecon. Din mai 2007 până în iunie 2008, a fost ministru al Finanțelor în al doilea guvern condus de Koštunica.
În perioada 1998-2001, Mirko Cvetković a fost consilier pentru probleme economice, la Institutul de Minerit, iar începând cu luna ianuarie 2001 a lucrat ca adjunct al ministrului Economiei și Privatizării. Din 2003 până în 2004, el a fost director al Agenției de Privatizare și, în 2005, el a devenit consultant la Intercom Consulting.
De la 7 iulie 2008 până la 27 iulie 2012, Mirko Cvetković a fost președinte al guvernului Republicii Serbia.
Cvetković vorbește limba engleză.
Mirko Cvetković este căsătorit și are doi copii.

### Prim-ministru
Din 7 iulie 2008, este prim-ministru al Republicii Serbia.